# 魯山県
魯山県（ろざんけん）は、中華人民共和国河南省平頂山市に位置する県。

## 行政区画
- 街道:露峰街道、琴台街道、魯陽街道、匯源街道
- 鎮:下湯鎮、梁窪鎮、張官営鎮、張良鎮、堯山鎮、瓦屋鎮、趙村鎮
- 郷:四棵樹郷、団城郷、熊背郷、譲河郷、観音寺郷、昭平台庫区郷、背孜郷、倉頭郷、董周郷、張店郷、辛集郷、滾子営郷、馬楼郷